# Gebouw voor Werktuigbouwkunde, Maritieme techniek en Materiaalkunde
Het Gebouw voor Werktuigbouwkunde, Maritieme techniek en Materiaalkunde in de stad Delft, in de Nederlandse provincie Zuid-Holland, is een universiteitsgebouw van de TU Delft. Het gebouw is een rijksmonument en ligt midden in de TU-wijk in Delft aan de westkant van de Mekelweg.

## Geschiedenis
Het gebouw bestaat uit vier blokken haaks op de Mekelweg, die met een lage tussenbouw met elkaar verbonden zijn en voorts een recht achter de entree gelegen uitbouw waarin zes collegezalen zijn ondergebracht. Hiermee is dit gebouw de meest zuivere uitwerking van het oorspronkelijke stedenbouwkundige plan voor de TU-wijk waarin was voorgesteld dat de universiteitsgebouwen een front zouden hebben aan de Mekelweg met uitbreidingen en laboratoria erachter. Tot de bouw van het Gebouw voor Werktuig- en Scheepsbouwkunde werd besloten in 1949 als gevolg van een grote toename van het aantal studenten en veranderingen in het onderwijs die met name leidde tot een grotere behoefte aan laboratoria. Opdrachtgever voor het universiteitsgebouw was de Rijksgebouwendienst die het ontwerp uitbesteedde aan architect A. van der Steur (1893-1953). Zijn ontwerp, waarvan met de uitvoering werd begonnen in 1950, omvatte de vier identieke blokken langs de Mekelweg en de representatieve entree tussen het tweede en derde gebouw. Het is een van de laatste ontwerpen van zijn hand, dat gedeeltelijk werd uitgevoerd na zijn dood. A. van der Steur werkte een aantal jaren als gemeentearchitect voor Rotterdam voordat hij zijn eigen bureau begon. Als gevolg van meer en complexere opdrachten ging hij, kort voor zijn overlijden, een samenwerkingsverband aan met de architecten G. Drexhage, J. van Brugge en J.J. Sterkenburg. Dit samenwerkingsverband resulteerde later, nadat Van der Steur was opgevolgd door A. Bodon, in het bureau "DSVB". 

De laagbouwvleugel met de zes collegezalen achter de entree is een ontwerp van architect G. Drexhage (1914-1982) uit 1957. Oorspronkelijk was voor ieder blok een eigen functie bedacht, namelijk werktuigbouw, scheepsbouwkunde, vliegtuigbouwkunde en administratie. Door de grote groei van vliegtuigbouwkunde kreeg deze faculteit in de jaren zestig van de twintigste eeuw een eigen gebouw. Het gebouw is zowel extern als intern voorzien van toegepaste kunst. De voorgevel bevat beeldhouwwerken van Leen Blom, Dirk Bus, Bram Roth en Cor van Kralingen. In de hal zijn twee zwart-wit natuursteen intarsia's aangebracht van Karel Appel en Jan Brons. In gebouw bevinden zich verder nog wandschilderingen van W. Elenbaas, H.A. Bal en Karel Appel. De tussengebouwen zijn in de jaren negentig van de twintigste eeuw verbreed doordat vóór de gevels aan de waterzijde nieuwe glasgevels zijn geplaatst. Ook zijn deze tussengebouwen daarbij verhoogd. In de loop der jaren zijn diverse laboratoria en bijgebouwen aan de achterzijde toegevoegd, waaronder een langgerekt bouwblok voor Scheepsbouwkunde die plaats biedt aan een tientallen meters lange sleeptank. De materialisering van dit bouwblok sluit aan bij de bouwblokken aan de Mekelweg. De aanbouwen zijn meerdere malen gewijzigd en gedeeltelijk inmiddels weer zijn gesloopt. In het eerste decennium van de eenentwintigste eeuw is een deel van het metsel- en voegwerk van het hoofdgebouw gerenoveerd, waarbij de bakstenen zijn geschilderd.

## Omschrijving
Het gebouw heeft een monumentaal front van vier identieke rechthoekige blokken met vijf bouwlagen en ronde glazen trappenhuizen op de gesloten kopse kanten aan de Mekelweg. De waterpartij maakt deel uit van het ontwerp en bestaat uit een langwerpige, parallel aan de weg lopende vijver. De vier hoge bouwblokken haaks op de Mekelweg staan gedeeltelijk in dit water. Voor de hoofdingang is een breed plein. Hier wordt de waterpartij gedeeltelijk onderbroken en gedeeltelijk overkluisd. Dit deel van het plein vormt daardoor in feite een brug. De bouwblokken zijn opgetrokken met een betonnen portaalconstructie. De poten van de portalen zijn in de gevel waarneembaar. De onderste twee lagen zijn hoger, vanwege de oorspronkelijk daar ondergebrachte tekenzalen en collegezalen. De zijwanden zijn voorzien van grote, in beton gevatte glaspartijen en geel geglazuurde baksteen. De reeks ramen wordt aan het einde van de gevel afgesloten door een meer gesloten deel met per verdieping een klein rond raam met betonnen kozijn. De vier blokken worden langs de achterzijde door middel van lagere gebouwen met elkaar verbonden.

## Waardering
Het gebouw is van algemeen belang als essentieel toonbeeld van de wederopbouw van na 1940 en heeft architectuur en cultuurhistorische waarde om de volgende redenen:
- als uiting van de stimulering van onderwijs, onderzoek en ontplooiing, wat kenmerkend is voor de naoorlogse periode.
- Als goed voorbeeld van naoorlogse architectuur met gebruik van zowel baksteen als beton.
- Vanwege de hoge esthetische kwaliteit van compositie, detaillering en materiaalgebruik.
- vanwege de bijzondere beeldende kunsttoepassing; - als onderdeel van de TU-wijk in Delft.

Tevens van stedenbouwkundige waarde als meest zuivere uitwerking van het stedenbouwkundig plan dat aan de Delftse TU-wijk ten grondslag ligt.

## Galerij

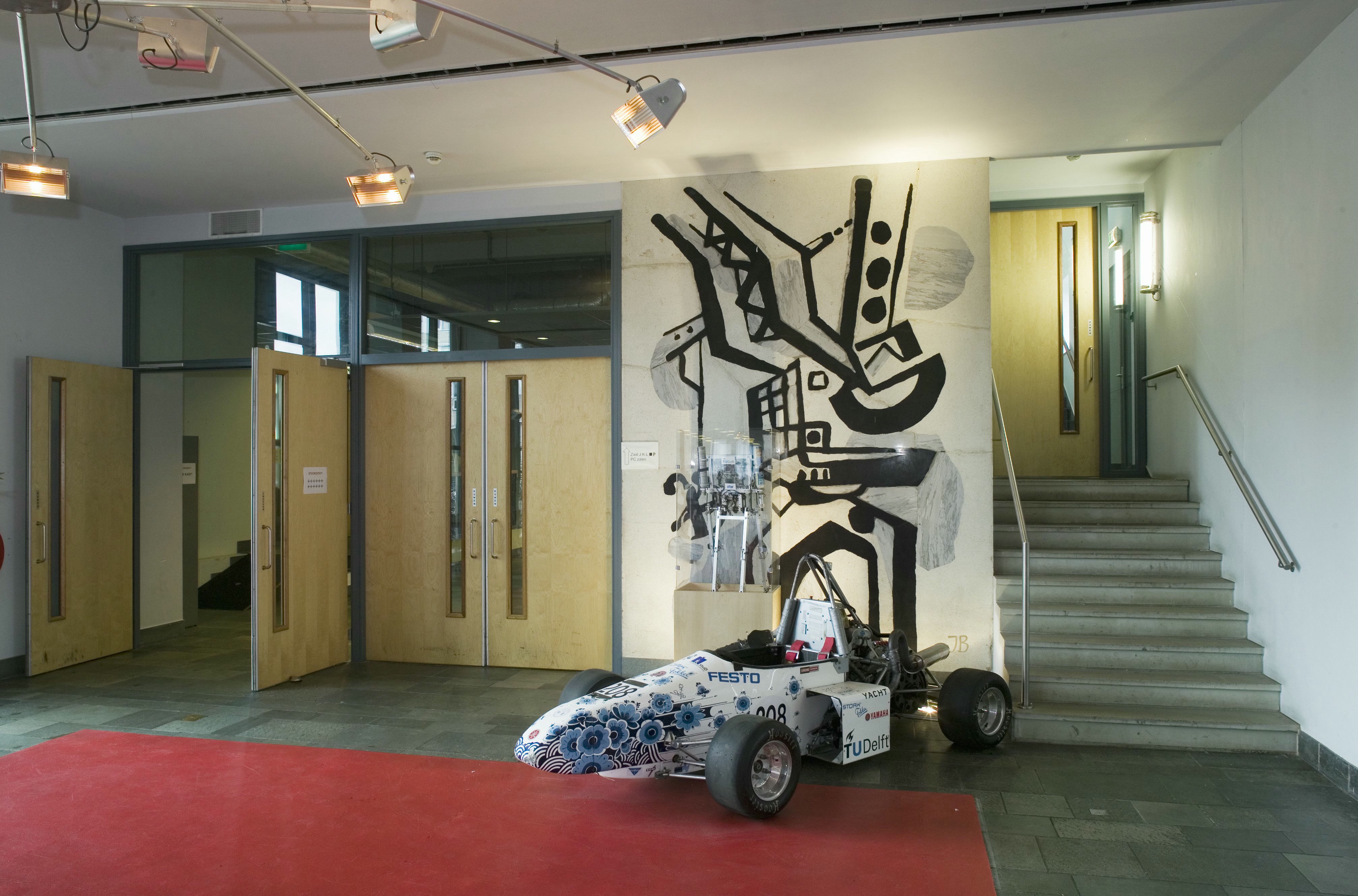
Interieur van de Hal
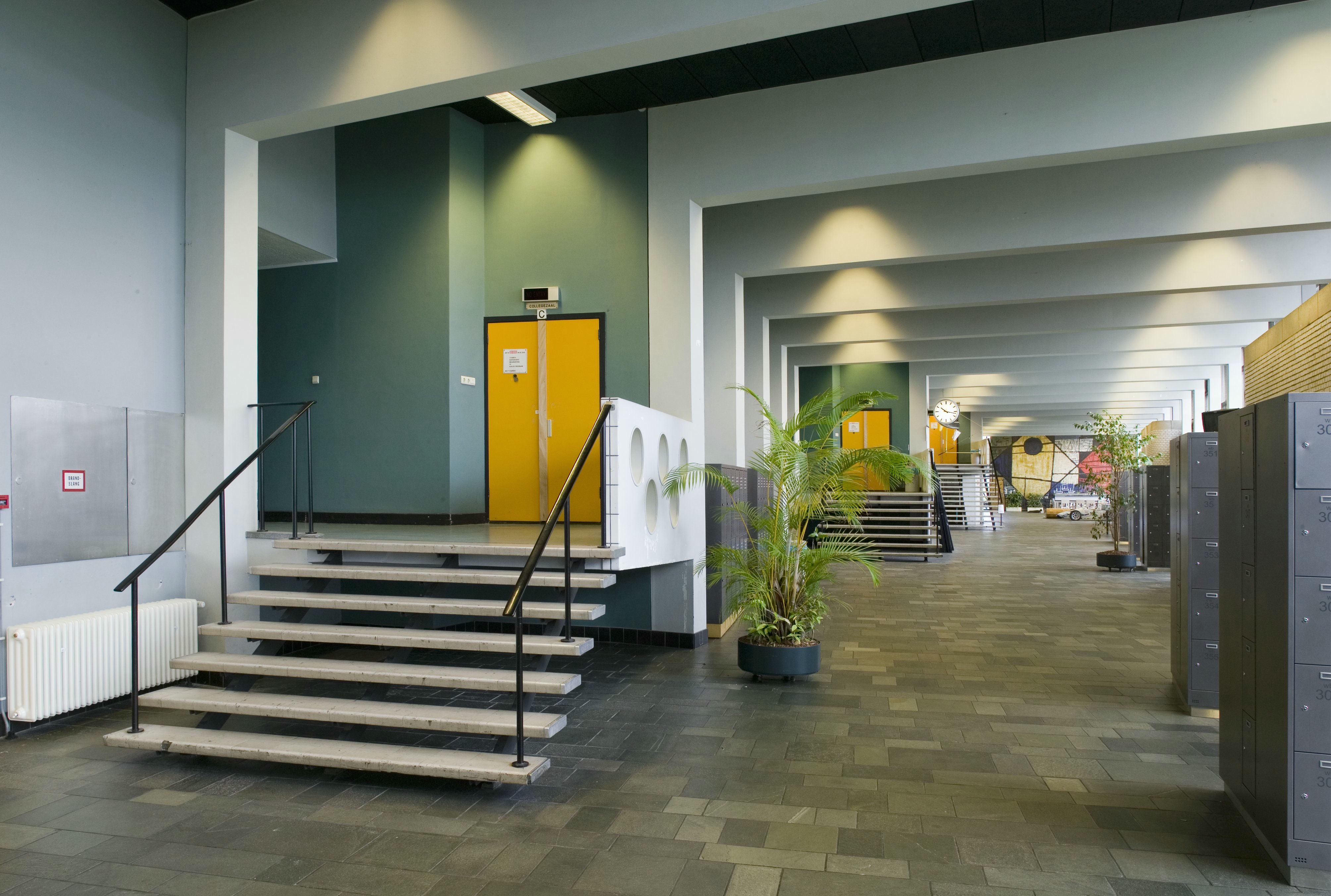
Interieur van de Hal
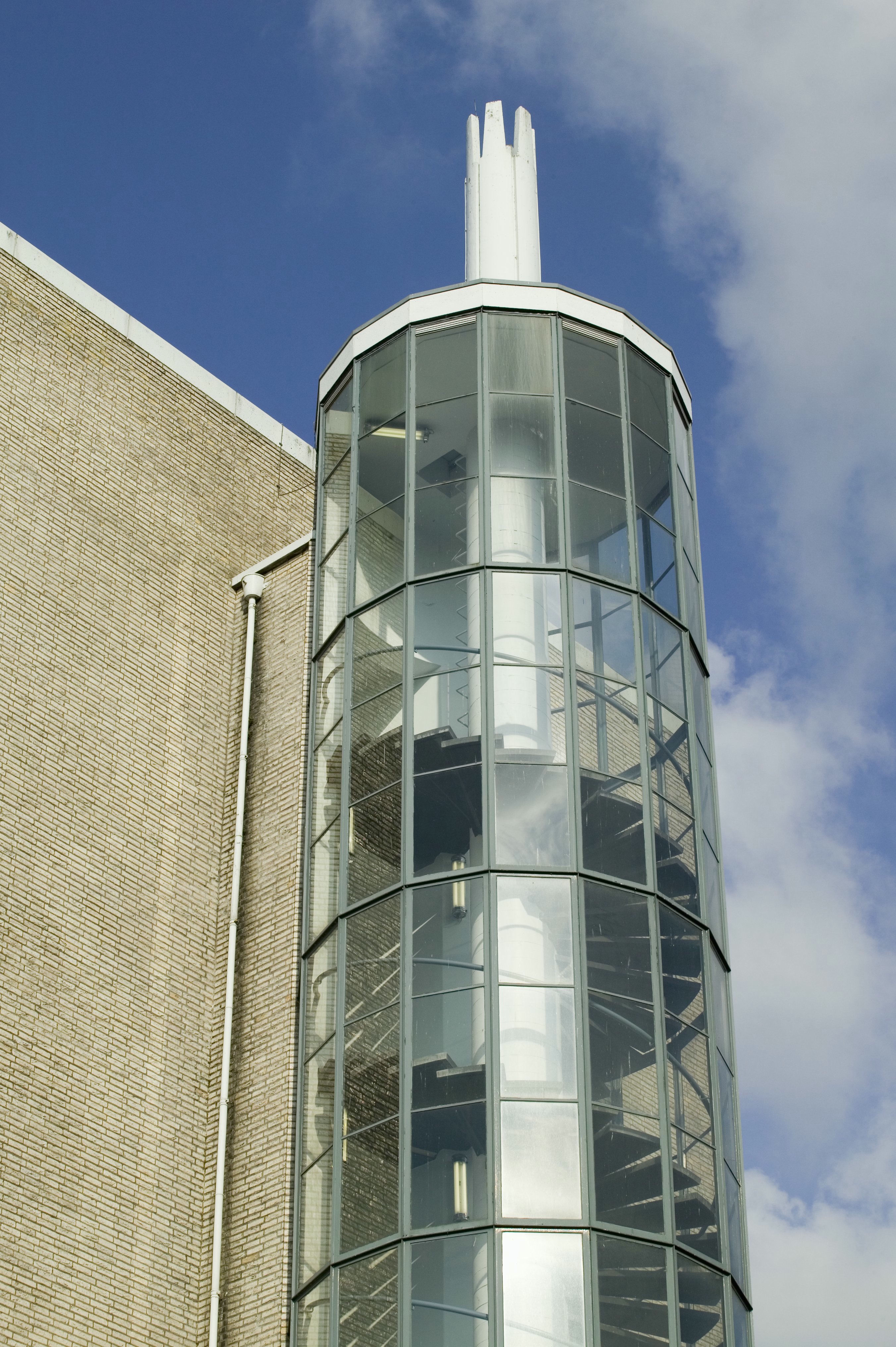
Het trappenhuis
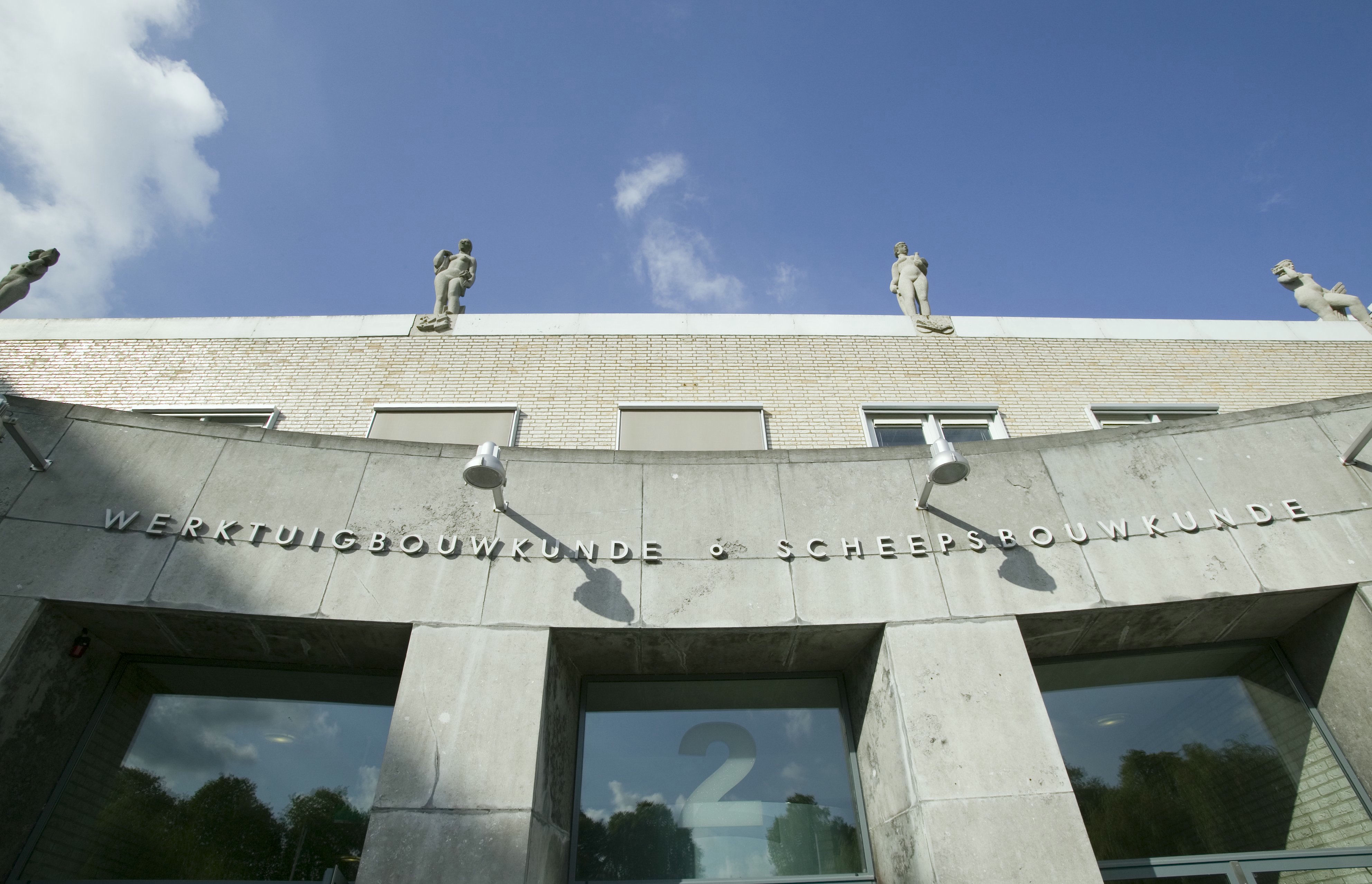
Overzicht van de voorgevel met standbeelden gezien vanaf de grond
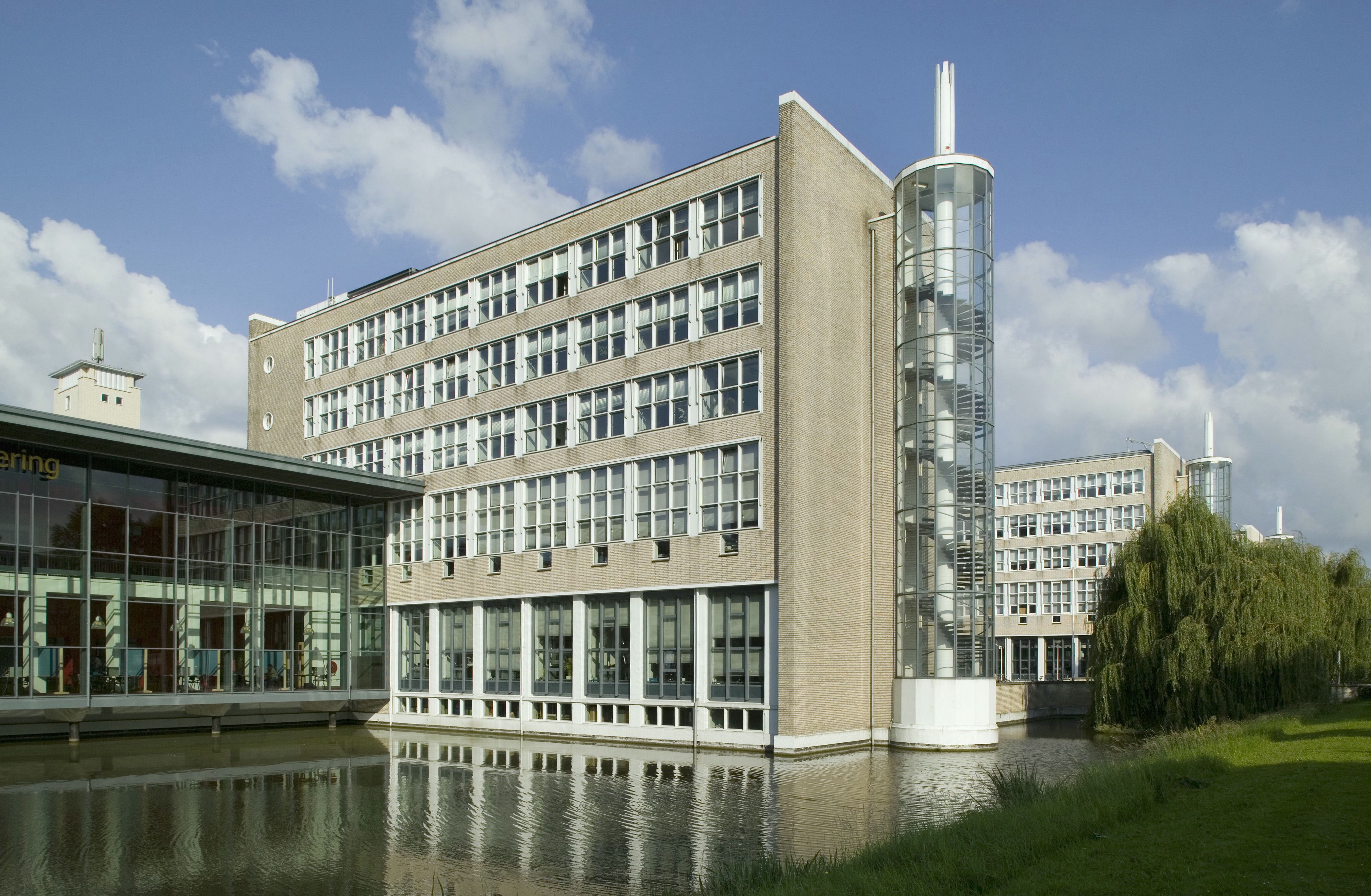
Overzicht van de linkergevel met trappenhuis
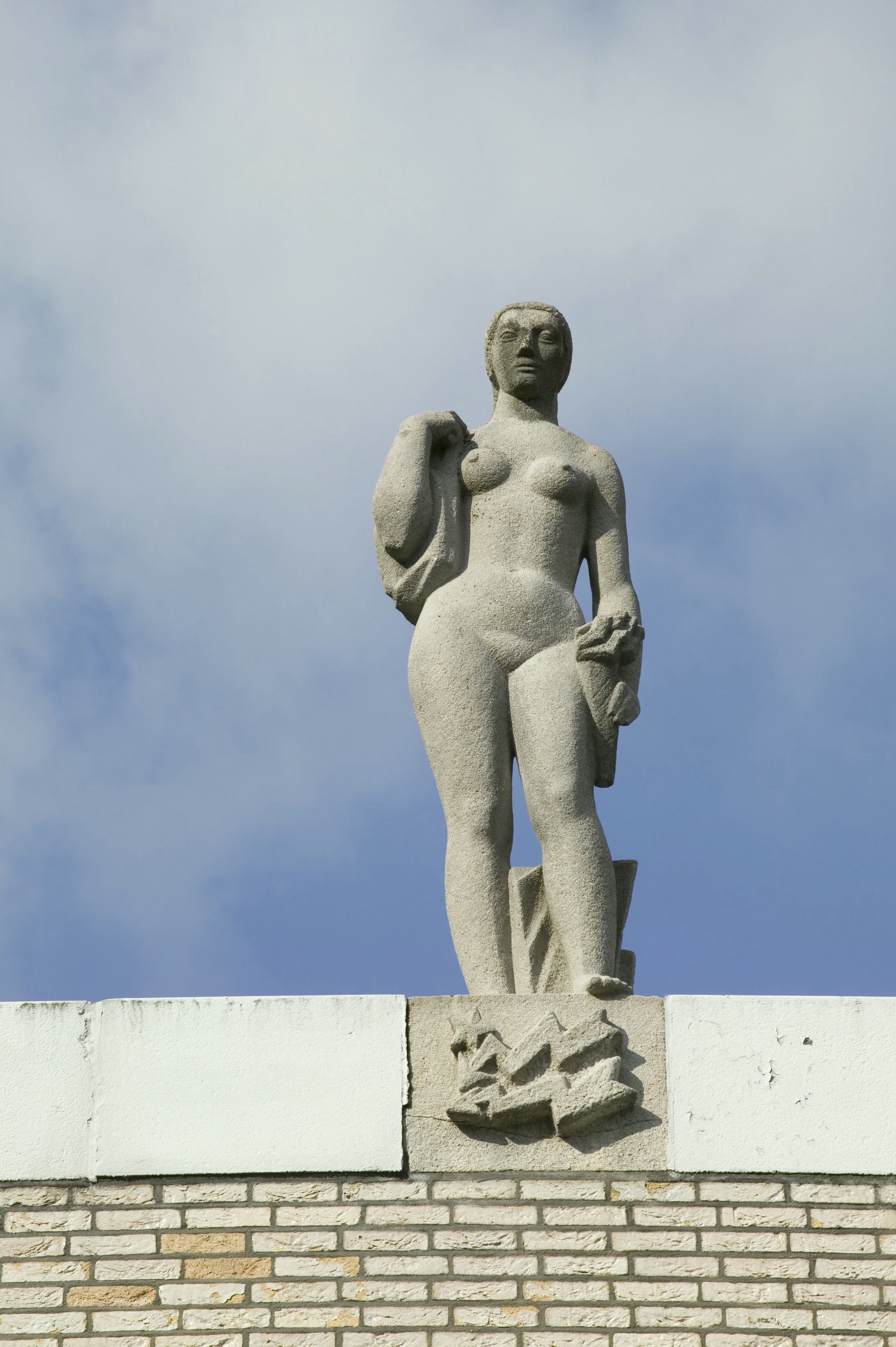
Een standbeeld op de top van de gevel
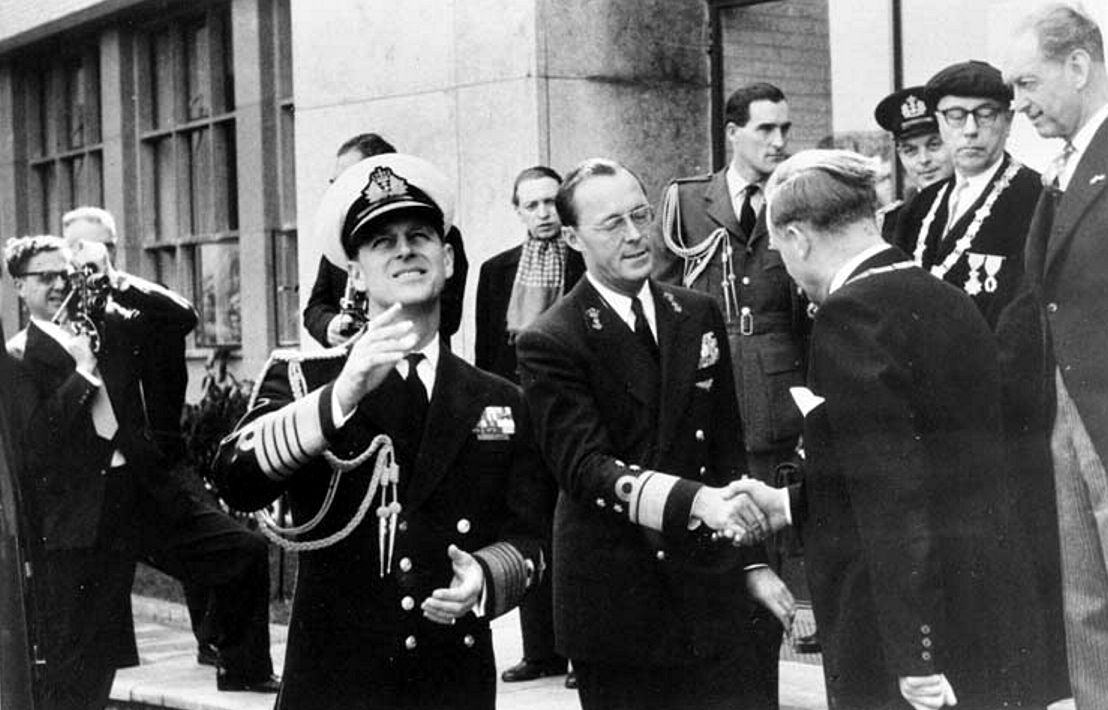
Prinselijk bezoek aan de Technische Hogeschool Delft, 1958